# Leopold Fellner
Leopold „Leo“ Fellner (* 1921; † 1992) war ein österreichischer Architekt.

## Leben
Leopold Fellner wurde im Jahre 1921 geboren und studierte ab 1946 bei Erich Boltenstern an der Akademie der bildenden Künste Wien. Später war er Teil einer großen Architektengemeinschaft, bestehend aus Fellner, Brigitte Wiedmann, Wilhelm Twerdy, Josef Chromy, Heinrich „Heinz“ Reiter und Rainer Stelzig, die die von 1955 bis 1958 errichtete große Wohnhausanlage Berliner Hof an der Ecke Koppstraße/Possingergasse im 16. Wiener Gemeindebezirk Ottakring entwarf. Für die Gemeinde Wien entwarf er in späteren Jahren unter anderem die von 1976 bis 1977 erbaute und aus 10 Wohnungen bestehende Wohnhausanlage Lehnergasse 4 im 15. Wiener Gemeindebezirk Rudolfsheim-Fünfhaus. Gleich im Anschluss wurde von 1977 bis 1979 im selben Bezirk in der Lehnergasse 4 eine aus 36 Wohneinheiten bestehende Anlage, die ebenfalls von Fellner entworfen wurde, errichtet. Im Jahre 1982 erhielt diese Anlage zu Ehren des wenige Jahre zuvor verstorbenen Wiener Kommunalpolitikers Anton Matourek den Namen Anton-Matourek-Hof. An der Hausfassade wurde eine Gedenktafel, die an  Matourek erinnern soll, montiert. Im Jahre 1992 verstarb der sich in seinen frühen 70ern befindende Fellner.

## Werk (Auswahl)
Bei folgenden Projekten trat Fellner als Architekt in Erscheinung:
- Berliner Hof, Koppstraße 89–93 und Possingergasse 12–26, Wien, (1955–1958; als Teil einer Architektengemeinschaft mit Brigitte Wiedmann, Wilhelm Twerdy, Josef Chromy, Heinrich „Heinz“ Reiter und Rainer Stelzig)
- Wohnhausanlage, Lehnergasse 4, Wien (1976–1977)
- Anton-Matourek-Hof, Rustengasse 9, Wien (1977–1979)